# マフィリンド
マフィリンド （英語: Maphilindo）は、マラヤ (Malaya)、フィリピン (Philippines)、インドネシア (Indonesia)の間で協議された連合体構想である。
結合したマレー人という概念に基づいた原案は、ヴェンセスラオ・ビンゾンズ（1910年9月28日 — 1942年7月15日）によりアメリカ統治下のフィリピンで作られた。そこでは、結合したマレー人種 "Malaya Irredenta"（マフィリンドの別名だった）が理想とされた。

## 合意に至る経緯
第二次世界大戦後、1946年にアメリカからフィリピン、1957年にイギリスからマラヤ連邦がそれぞれ独立した。独立前の経緯によりマラヤ連邦とフィリピンとの間ではボルネオ島のサバ（かつてのイギリス領北ボルネオ）を巡る領有権問題があった。この問題を解決するべくフィリピンのディオスダド・マカパガル大統領は「大マラヤ連邦」構想を発表した。その内容はフィリピンとマラヤ連邦の国家統合によりサバ領有権問題の解決を企図する大胆なものであった。
この頃、マラヤ連邦では旧宗主国であるイギリスの指導のもと、周辺のシンガポールやブルネイを連邦制のもと併合するマレーシア連邦の発足を推進していた。これに対しては併合地域から反対運動が起きている。1962年12月の「アザハリの反乱（ブルネイ動乱）」もこの反対運動の一つである。この動乱はブルネイ政府の要請により介入したイギリス軍により鎮圧された。この介入はインドネシア政府から反感を買い、マレーシア連邦案を提示したマラヤ連邦は反植民地主義ではなく、西欧諸国に代わる新たな植民地主義であると非難した。これによりマラヤ連邦とインドネシアは対立することとなった。
マカパガルはマラヤ連邦とインドネシアの対立姿勢の表面化に伴い原案を修正し、新たに統合範囲をインドネシアまで拡大した「大マレーシア連邦」構想を発表し、インドネシアのスカルノ大統領の協力のもとマラヤ連邦に提示した。マフィリンドは、植民地による人工的な国境で分割されている現状から、マレー人種を一つにするというホセ・リサールの夢の実現として提案された。この提案を受けたトゥンク・ラーマンマラヤ連邦首相は当初、マレーシア連邦案に対し一切譲歩しない姿勢を見せたため実現は困難であった。しかし1963年5月、スカルノとラーマンとの会談で「大マレーシア連邦」構想に基づいた3か国による地域協力の合意がなされた。この合意はマカパガルの唱えたものより緩やかなものであったがマフィリンドの実現に向けた第一歩となった。
これを受けて翌6月マニラで開催された当該国の外相会談でマニラ協定が採択された。マニラ協定はマフィリンドの設立宣言に位置づけられ、経済・社会・文化協力を明記していた。7月にはマカパガルを加えた3ヵ国首脳の会談が行われ、共同声明によりマニラ宣言ならびに採択されていたマニラ協定の合意発表がなされた。マニラ宣言では民族自決の観点からサバとサラワクにおけるマレーシア連邦参加を問う住民の意思確認を国連に要請し実施すること、ならびに機構となる枠組み形成に向けての協議の継続が合意された。マフィリンドは精神的な一致を基にした、共通の関心的問題にアプローチする地域連合として述べられた。

## 瓦解
1963年9月に国連調査団によってサバとサワラクでマレーシア連邦案に対する住民意思調査が実施された。しかし、この調査にはフィリピン・インドネシアのオブザーバー参加を認めないなど、調査の実態は不透明なものであった。更にラーマンとマラヤ政府はこの調査結果が発表される以前に、サバとサワラクを含めたマレーシア連邦の成立を発表した。この発表はマニラ宣言の合意を反故にするものであった。そしてマレーシア成立の僅か2日後である9月17日にマレーシア政府はフィリピン・インドネシア両国との断交を発表した。これによりマフィリンド構想は崩壊した。